# جوليان روماين
جوليان روماين (بالفرنسية: Julien Romain)‏ (23 فبراير 1996 بفرنسا - ) هو لاعب كرة قدم فرنسي في مركز الوسط. لعب مع نادي باستيا.

## روابط خارجية
- جوليان روماين على موقع قاعدة بيانات كرة القدم.إي يو (الإنجليزية)
- جوليان روماين على موقع Soccerway.com (الإنجليزية)
- جوليان روماين على موقع AS.com (الإسبانية)